# Folk society
Il concetto di folk society  (detta anche "non città") fu elaborato dall'antropologo Robert Redfield (genero di Robert Park) nei primi decenni del XX secolo, in opposizione a quello di "città" che si stava delineando in parallelo allo sviluppo e alla crescita di importanza della disciplina antropologica.
Con la denominazione di folk society, Redfield intende perciò un tipo di società agli antipodi di quella urbana, le cui caratteristiche più importanti sono:
- isolamento (la folk society ha scarsi contatti con l'esterno);
- autosufficienza (la popolazione produce e consuma ciò che produce);
- differenziazione molto bassa o nulla: la gamma di situazioni è limitata, tanto che gli individui possono adottare soluzioni preconfezionate per risolvere i problemi, ed essi partecipano alle situazioni nello stesso modo;
- i membri della società sono in stretto rapporto, in quanto sono molto simili ed hanno lo stesso modo di pensare e di comportarsi. Questo implica un sentimento di appartenenza molto forte, ed un sistema di significati particolarmente trasparente;
- i repertori sono ridotti e la mobilità fisica è nulla;
- la comunicazione è quasi esclusivamente orale e non c'è una definita sistematizzazione del sapere;
- il sacro riveste una posizione molto importante, non c'è spazio per l'interesse secolare del mero profitto.

Secondo Redfield, capovolgendo questo sistema di caratteristiche si delinea la società urbana.